# بی‌چشم در غزه (رمان)
بی‌چشم در غزه رمانی نوشته آلدوس هاکسلی است که اولین‌بار در سال ۱۹۳۶ منتشر شد. این رمان روایتی است از زندگی اجتماعی فردی به نام آنتونی بیویس بین سال‌های ۱۸۹۰ و ۱۹۳۶.

## الهام‌بخش عنوان و داستان
عنوان رمان برگرفته از عبارتی است در آلام شمشون جان میلتون:

... قرار بر  این بود که
اسرائیل را از یوغ فلیسطی رها سازم؛
اکنون، از [حال] این ناجی بزرگ بپرسید و او را
نابینا، در غزه، در آسیاب، کنار بردگان، بیابید ...

عنوان کتاب، همچنان‌که شعر میلتون، یادآور داستان شمشون در کتاب مقدس است که  فلیسطی‌ها او را به اسیری بردند، چشمانش را میل کشیدند و به غزه‌اش بردند و آنجا به آسیاب‌کردن غلات واداشتند.

## اقتباس‌ها
بی‌چشم در غزه (۱۹۷۱)، یک مینی‌سریال به کارگردانی جیمز سلان جونز، اقتباس رابین چپمن از این رمان است که در پنج قسمت از تلویزیون بی‌بی‌سی پخش شد.